# Тарасий I Константинополски
Тарасий или Таразий е константинополски патриарх от 784 до 806 година, обявен за светец.

## Религиозна дейност
Произхожда от знатно семейство. По време на реакцията против иконоборството Тарасий, заемащ мястото на секретар на императрица Ирина, играе важна роля. Избран като приемник на отстранения патриарх Павел, Тарасий взема решение за подготовка на Вселенски събор, чиято цел е да възстанови православния възглед за иконите, отхвърлени от иконоборческия събор през 754 година.
Още при самото свое избиране за патриарх поставя като условие възвръщането на църквата към иконопочитанието. Но могъщите му противници имат съюзници сред войската и столичното население и дълго забавят това действие, така че Седмият Вселенски събор се състои едва през 787 година в Никея. На събора иконопочитането е възстановено и богословски обосновано.